# Dmitri Alexandrowitsch Warschalowitsch

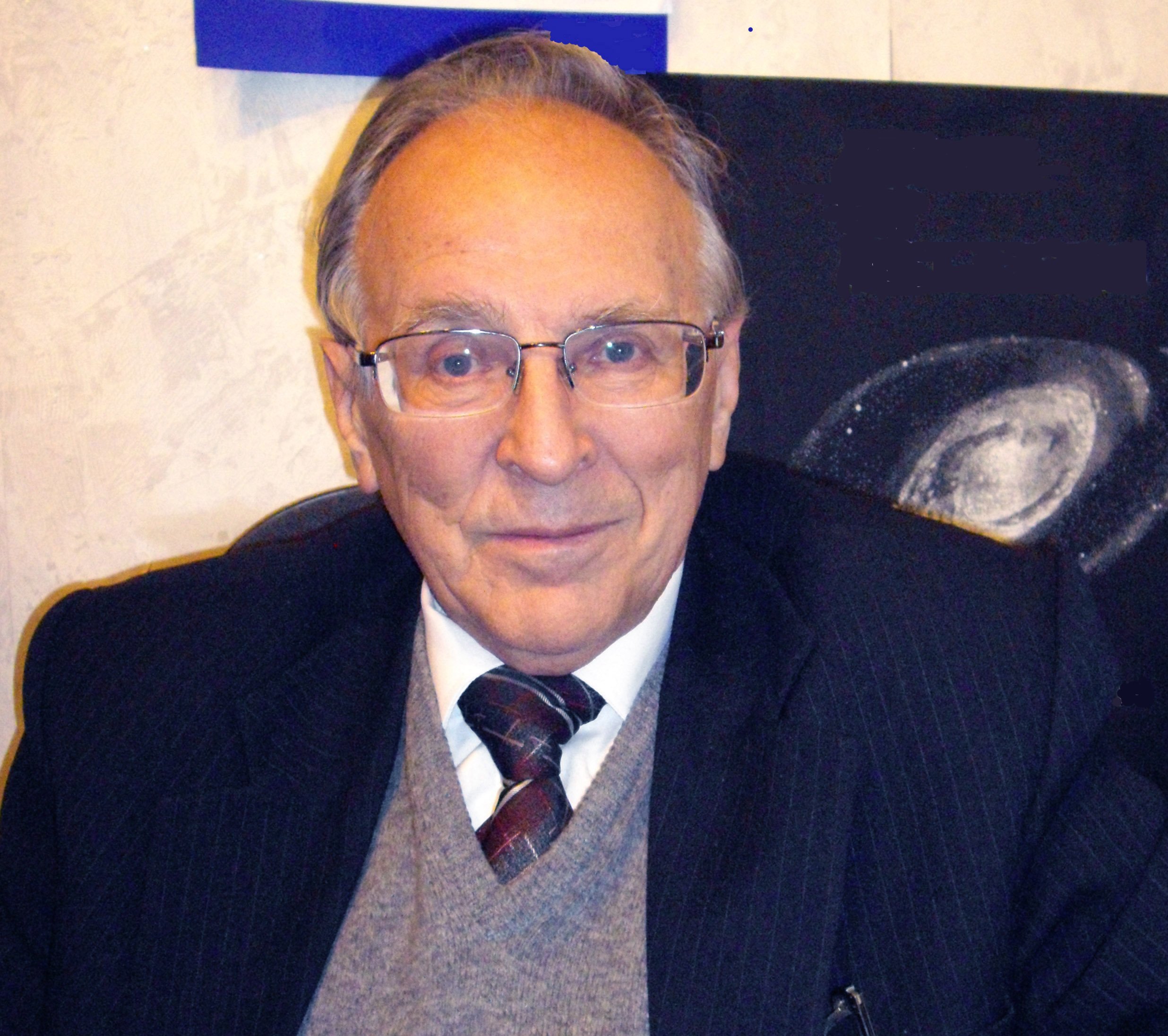
Dmitri Alexandrowitsch Warschalowitsch

Dmitri Alexandrowitsch Warschalowitsch (russisch Дмитрий Александрович Варшалович; * 14. August 1934 in Leningrad; † 21. April 2020 in St. Petersburg) war ein sowjetischer bzw. russischer Astrophysiker und Hochschullehrer.

## Leben
Warschalowitsch wurde 1941 aus dem belagerten Leningrad evakuiert. Er studierte an der physikalischen Fakultät der Universität Leningrad (LGU) mit Abschluss 1957. Anschließend begann er als Oberlaborant im Leningrader Physikalisch-Technischen Institut (FTI) zu arbeiten.
Als Erster untersuchte Warschalowitsch die dynamische Spin-Ausrichtung von Atomen, Ionen und Molekülen in verdünnten interstellaren Gasen. Die Ergebnisse benutzte er für seine Kandidat-Dissertation, mit der er 1968 direkt zum Doktor der physikalisch-mathematischen Wissenschaften promoviert wurde. Zusammen mit Anatoli Nikolajewitsch Moskaljow und W. K. Cherssonski verfasste er eine grundlegende Monografie über die Quantentheorie des Drehimpulses. 1976 wurde er Mitglied der Internationalen Astronomischen Union. Unter Warschalowitschs Leitung wurde zusammen mit Wissenschaftlern aus der BRD ein großes Forschungsprogramm zur Untersuchung interstellarer Moleküle und kosmischer Maser durchgeführt. Zusammen mit M. I. Djakonow entwickelte er eine erste Theorie zur Modulation eines Elektronenstrahls durch Laserstrahlung. Auch wurde erstmals der inverse Tscherenkow-Effekt untersucht, der für die Radiostrahlung von Pulsaren von Bedeutung ist.
Warschalowitsch lehrte neben seiner Forschungstätigkeit. 1979 wurde er Professor am Lehrstuhl für kosmische Forschung des Leningrader Polytechnischen Instituts, den er seit 2003 leitete.
1985 identifizierte Warschalowitsch zusammen mit S. A. Lewschakow als Erster die Absorptionslinie des molekularen Wasserstoffs im Spektrum eines Quasars, die die große Rotverschiebung deutlich machte. 1986 wurde Warschalowitsch Leiter der Abteilung für Theoretische Astrophysik des FTI. 2000 wurde Warschalowitsch Wirkliches Mitglied der Russischen Akademie der Wissenschaften (RAN). 2010 gab er die Abteilungsleitung ab und wurde 2011 Vorsitzender des Problemrats für Astrophysik und kosmische Forschung des FTI. Mehr als 200 Veröffentlichungen tragen seinen Namen.

## Ehrungen, Preise
- Belopolski-Preis der Akademie der Wissenschaften der UdSSR (1990 zusammen mit S. A. Lewschakow)
- Hauptpreis des Verlags MAIK Nauka (1996 zusammen mit A. J. Potechin, W. J. Pantschuk und A. W. Iwanowitsch)
- Joffe-Preis der Stadt St. Petersburg und des St. Petersburger Wissenschaftszentrums der RAN (2000)
- Fock-Preis der RAN (2001 zusammen mit A. N. Moskaljow)
- Hauptpreis des Verlags MAIK Nauka (2006)
- Staatspreis der Russischen Föderation für Wissenschaft und Technik (2008 zusammen mit Anatoli Michailowitsch Tscherepaschtschuk und Alexei Maximowitsch Fridman)[8]
- Orden der Freundschaft (2010)
- Korrespondierendes Mitglied der Russischen Akademie der Wissenschaften (1994), 2000 Vollmitglied